# Марла (город)
Марла (англ. Marla) — небольшой город на северо-западе австралийского штата Южная Австралия, недалеко от ж/д станции Ган (Ghan). Был основан в 1978 году. Находится в 1100 км к северу от Аделаиды и в 400 км к югу от Алис-Спрингса.
По данным переписи 2021 года в Марле живёт 38 человек.